# Menteroda
Menteroda – dzielnica (Ortsteil) gminy Unstruttal w Niemczech, w kraju związkowym Turyngia, w powiecie Unstrut-Hainich. Do 31 grudnia 2022 samodzielna gmina, która dzień później została przyłączona do gminy Unstruttal.